# Christian Friedrich von Kahlbutz

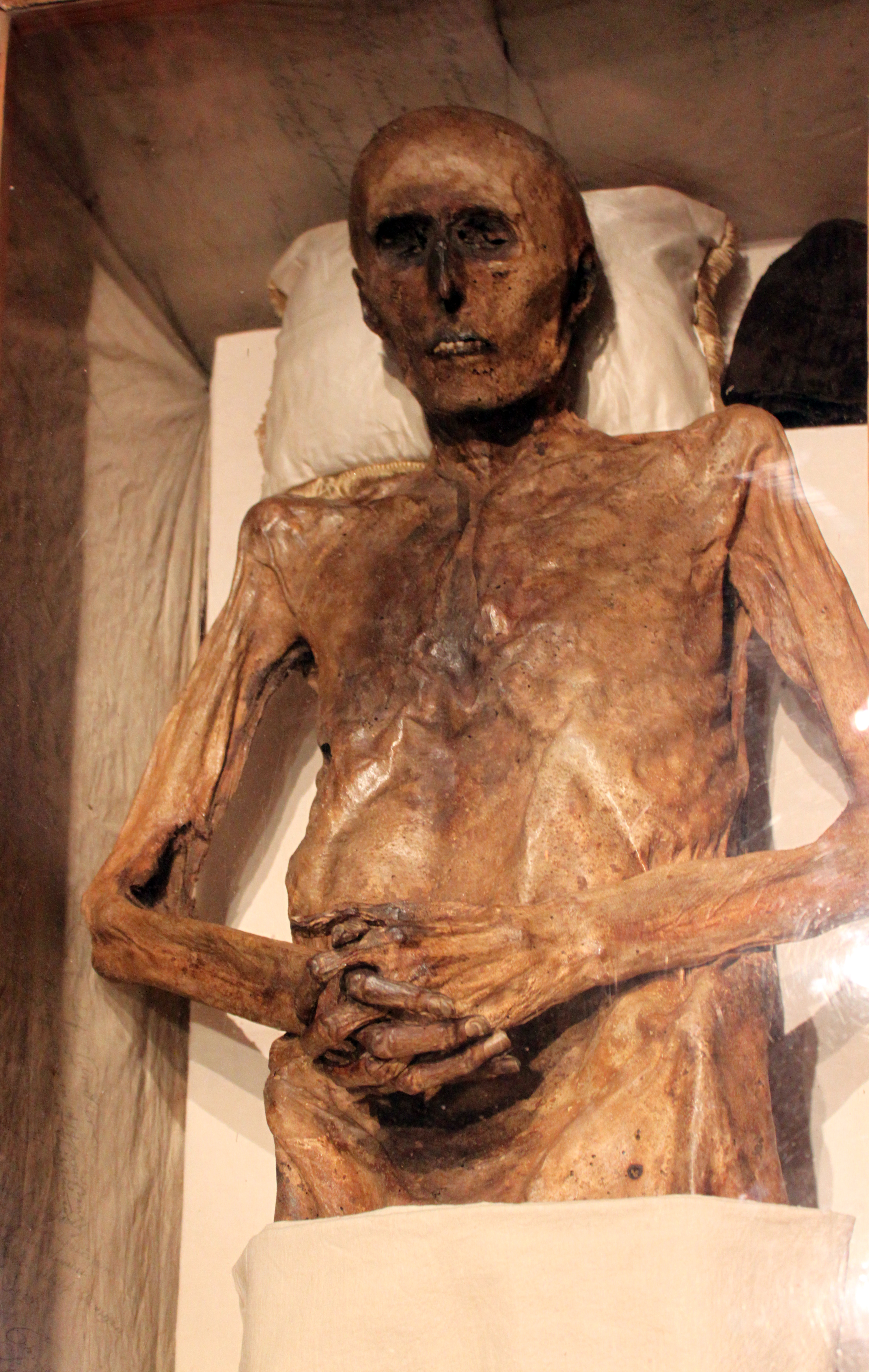
Mumie des Ritters Christian Friedrich von Kahlbutz

Christian Friedrich von Kahlbutz (auch Christian Friedrich von Kalebuz; * 1651; † 3. November 1702 Kampehl) war ein märkischer Edelmann, der vor allem dadurch Berühmtheit erlangte, dass sein Leichnam nicht verwest ist, ohne dass künstliche Mumifizierungsverfahren angewendet wurden. Der mumifizierte Leichnam ist eine Touristenattraktion in der Dorfkirche Kampehl.

## Leben

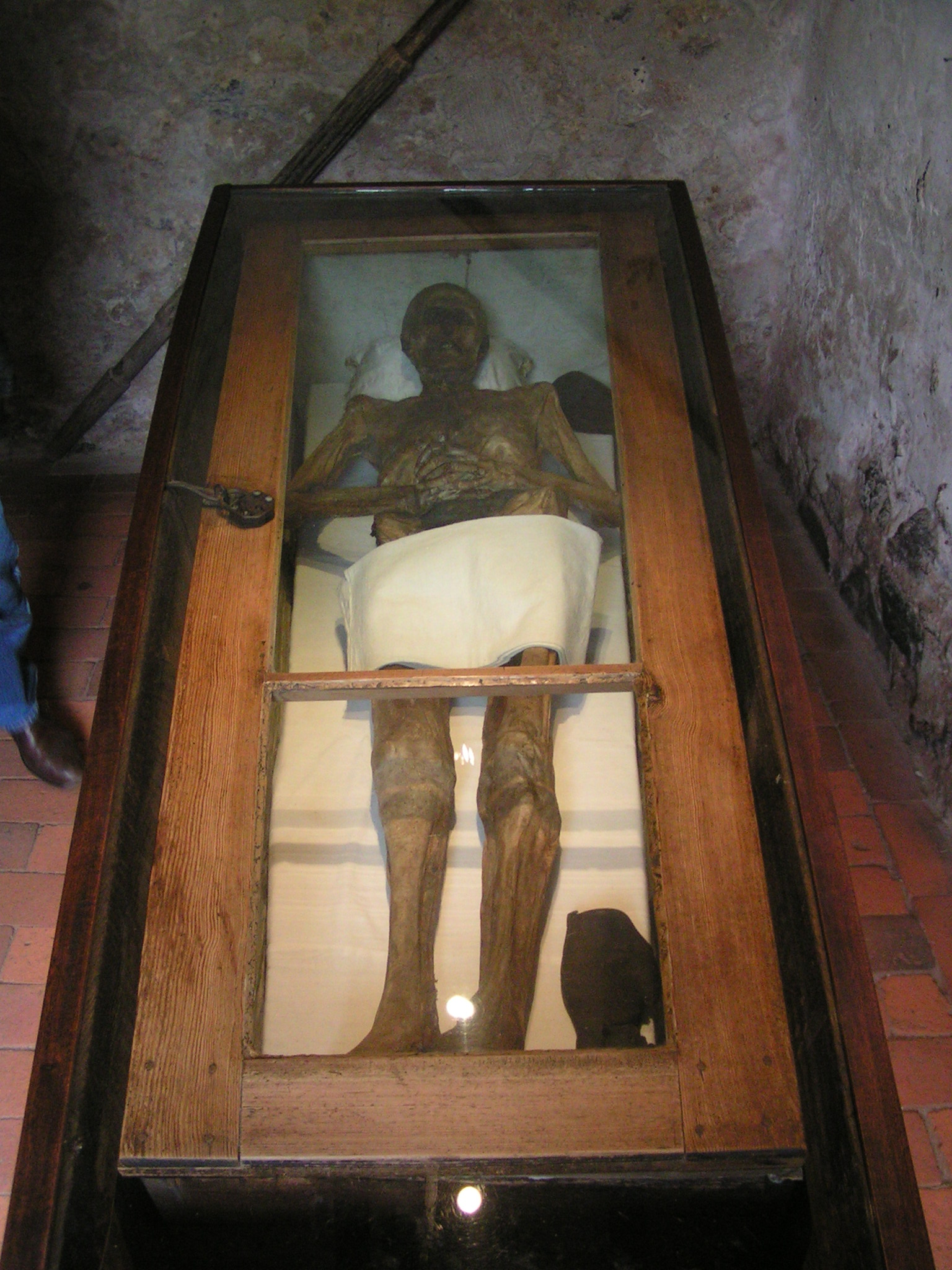
Komplettansicht der Mumie des Kahlbutz

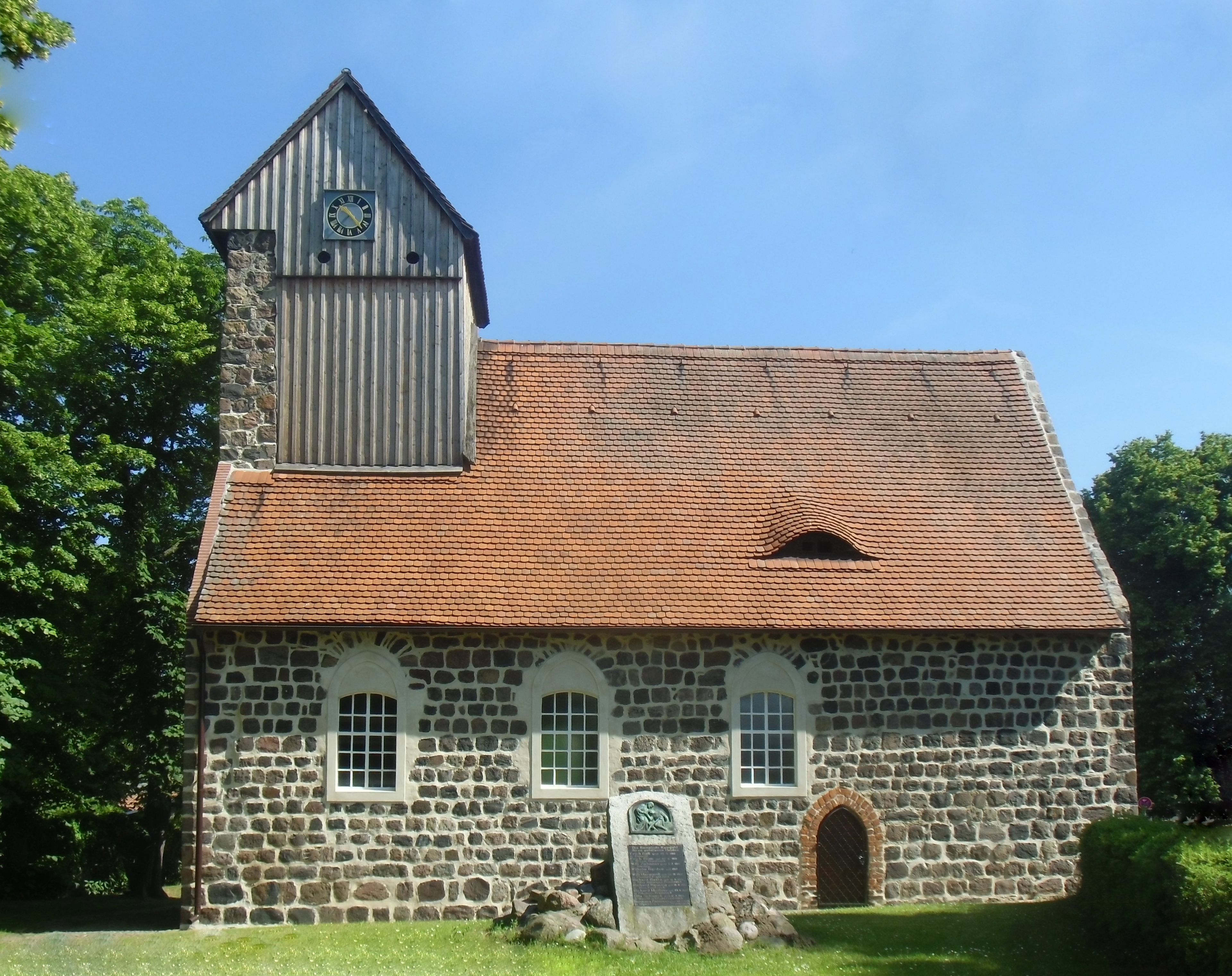
Dorfkirche Kampehl

Er war Kornett und Erbherr auf Kampehl. Die oftmals irreführende Bezeichnung „Ritter“ bezieht sich auf seine Angehörigkeit zur märkischen Ritterschaft.
Ritter Kahlbutz starb im Alter von 51 Jahren und wurde in einem Doppelsarg in der Patronatsgruft beigesetzt. 1784 starb der letzte von Kahlbutz, deshalb wechselte das Gut im Folgenden mehrfach den Eigentümer. 1794 wurde die Kirche von Kampehl renoviert und man wollte wie üblich die Särge im Gruftanbau beisetzen. Beim Öffnen der Särge stellte sich heraus, dass nur die eine Leiche des Ritters Kahlbutz nicht verwest war. 

## Familiärer Hintergrund
Seine Mutter war Rixa von der Schulenburg, der Vater Balzer von Kalebutz.
Kahlbutz war seit 1682  mit Margarete von Rohr († 1724), Angehörige des alteingesessenen märkischen Adelsgeschlechts von Rohr verheiratet, mit der er zwölf Kinder hatte.
- Fünftes Kind: Christian Ludwig von Kahlbutz († 1748), ⚭ Elisabeth Hedwig von Flotow[1][2]
  - Sohn: Friedrich Christian Heinrich von Kahlbutz (1724–1784), preußischer Oberst, zuletzt im Regiment zu Fuß „von Rohr“ (Nr. 54), beschließt den Mannesstamm seines Geschlechts
- Neuntes Kind: Christian Friederich von Kahlbutz

In der Geburtsreihenfolge nicht einzuordnen sind derzeit:
- Kaspar Friedrich von Kahlbutz (1688–1745), preußischer Oberst, in der Schlacht bei Hohenfriedeberg gefallen[3]
- Baltzer Julius von Kahlbutz († 1752), preußischer Oberst, zuletzt Chef des Landregiments Nr. 4 (Stettin)[4]
- Gottliebe Sophie von Kahlbutz († 1795), als Stiftsdame im Stift Heiligengrabe[1][2], wohl eine Tochter des o. g. Christian Ludwig von Kahlbutz († 1748)
- Elisabeth Hedwig von Kahlbutz, ⚭ 1708 (Ehestiftung in Höhe von 1500 Talern[5]) Daniel Friedrich von Rathenow († 1727), preußischer Major, Erbherr auf Plänitz[6]

## Natürliche Mumifizierung
Der natürliche Verwesungsprozess einer Leiche kann durch einige Umstände aufgehalten oder verzögert werden, wodurch die Leiche austrocknet und „verledert“, sie wird zur Mumie. In erster Linie sind bei einem solchen natürlichen Mumifizierungsprozess die Luft- sowie die Bodenbeschaffenheit zu beobachten. Absolute Trockenheit, leichte Radioaktivität oder bestimmte „Ausdünstungen des Bodens“ können hier förderlich wirken, ebenso wie hermetisch abgeschlossene Särge oder ständig bewegte sehr trockene Luft. Ebenso kann die konstante Einnahme giftiger Medikamente zu Lebzeiten – in sehr kleinen für den Patienten unschädlichen Mengen – eine natürliche Mumifizierung begünstigen. Zahlreiche solcher Gifte und Wirkstoffe sind im Nachhinein kaum noch nachweisbar, da sich viele Fettstoffe einer Mumie im Laufe der Zeit verändern oder verflüchtigen. Ein Abschluss durch Feuchtigkeit führt zur Wachsleiche.
Ähnliche mumifizierte menschliche Überreste finden sich mehrfach. So ist der lederne Franzl in Oberösterreich in seiner Gruft mumifiziert verblieben und gab Anlass zu unterschiedlichen Auslegungen. In der Kirche St. Peter in Sinzig sind die mumifizierten sterblichen Überreste des Heiligen Vogts aufbewahrt. In der Stiftskirche von Waldhausen in Oberösterreich befinden sich die drei Waldhausener Mumien. Der wohl berühmteste Ort mit Hunderten mumifizierter Leichen, welche nicht nur in Särgen liegen, sondern auch an den Wänden hängen, ist die Kapuzinergruft (Palermo).

## Forschungsstand
Mit der allem Anschein nach nicht einbalsamierten Leiche des Ritters wurden bereits zahlreiche Untersuchungen durchgeführt, die klären sollten, warum der natürliche Verwesungsprozess speziell bei dieser Leiche nicht einsetzte. Sowohl Rudolf Virchow als auch Ferdinand Sauerbruch beschäftigten sich mit der Leiche des Ritters und auch die Berliner Charité untersuchte in den 1980er Jahren Ritter Kahlbutz erfolglos. Warum Kahlbutz nicht verwest ist, bleibt weiterhin ungeklärt. Dennoch gibt es einige wenige Fälle, bei denen der natürliche Verwesungsprozess ähnlich aussetzte.
Es wird angenommen, dass Ritter Kahlbutz an einer Krankheit litt, die eine starke Abzehrung seines Leibes verursachte. Dafür kommen vor allem Krebs, Muskelschwund oder Tuberkulose in Frage. Für Tuberkulose als Krankheit von Kahlbutz sprechen einige Tatsachen, die überliefert wurden und die das Krankheitsbild zu bestätigen scheinen. Laut Überlieferung soll Ritter Kahlbutz am „eigenen Blut erstickt sein“. Dies deutet stark darauf hin, dass Kahlbutz kurz vor seinem Tode einen Blutsturz hatte, wie er infolge schwerer Lungenkrankheiten (Lungenkrebs oder Tuberkulose) auftreten kann. Kahlbutz wurde in einem Eichendoppelsarg beigesetzt. Die bereits begonnene Verwesung der Leiche wurde wahrscheinlich durch den abgeschlossenen Sarg, seinen eigenen Ausdünstungen sowie den mangelnden Nährboden der extrem abgemagerten Leiche unterbunden. Durch die Bauweise der Gruft und des Sarges konnten große Mengen Luft am Leichnam vorbei streichen, und genügend Wasser von diesem wegtransportieren und so den Leichnam austrocknen. Dies führte vermutlich zur natürlichen Mumifizierung durch „Verlederung“. Darüber hinaus gelangten durch die trockene Umgebung und die Bauweise des Sarges kaum Insekten zum Leichnam, die somit diesen nicht weiter zersetzen konnten.
Bei CT-Aufnahmen wurde im Mundraum ein Gegenstand gefunden, wahrscheinlich eine Münze. Es wird vermutet, dass es sich um einen Charonspfennig handelt. In der Brusthöhle wurde ein Bleistift der Marke Johann Faber, der zwischen 1900 und 1920 verkauft wurde, gefunden.

## Sagen und Erzählungen
Der Volksmund fand eine Erklärung für die Mumifizierung des Ritters Kahlbutz und sah darin Gottes gerechte Strafe für einen Mord. Der Sage nach wurde Kahlbutz im Jahre 1690 von seiner Dienstmagd Maria Leppin des Mordes an ihrem Verlobten, dem Schäfer Pickert aus dem Nachbarort Bückwitz, bezichtigt. Die Tat geschah am Bückwitzer See. Die Begründung lautete, er habe den Schäfer aus Rache erschlagen, weil die Magd dem Ritter das „Recht der ersten Nacht“ verweigert hätte. Auch habe er sich mit Pickert um die Größe des Weideplatzes gestritten. Im folgenden Strafprozess in Dreetz bei Neustadt wurde Kahlbutz jedoch aufgrund seiner eigenen eidlichen Aussage freigesprochen, da die Zeugen fehlten. Ritter Kahlbutz soll dabei vor dem Gericht geschworen haben: „Wenn ich doch der Mörder bin gewesen, dann wolle Gott, soll mein Leichnam nie verwesen.“
Im Laufe der Jahre wurden der Mumie weitere Spuk- und andere mysteriöse Geschichten angedichtet. Aus den Zeiten der Napoleonischen Besetzung im Jahre 1806 gibt es Erzählungen über Scherze der französischen Besatzer. Die Mumie soll von französischen Soldaten als „Nachtwache“ eingesetzt worden sein. Theodor Fontane schreibt distanziert die Legende nieder, dass Napoleons Soldaten die Mumie einst aus Spaß auf den Altar der Kirche kreuzigen wollten. Als sie versuchten, die linke Hand festzunageln, sprang diese zurück in ihre Ausgangsposition und ohrfeigte dabei einen Soldaten, der vor Schreck sofort starb.
An der Schwenzebrücke am Bückwitzer See soll Kahlbutz den Schäfer Pickert erschlagen haben. Hierzu nimmt Fontane die folgende Geschichte auf: Spaziergänger wurden von einer unsichtbaren Last befallen, als sie gegen Mitternacht die Schwenzebrücke überquert haben. Je mehr sie sich von der Last trennen wollten, umso schwerer wurde sie. Erst als sie sich der Gegend, in der der Mord geschehen sein soll, weit genug entfernt hatten, ließ diese Last los. Hierzu wird auch erzählt, dass Pferde um Mitternacht am selben Ort aus unerklärlichen Gründen nur mühsam vorankämen, scheuten oder einfach stehen blieben.
1806 soll ein französischer Offizier die Mumie aus dem Sarg genommen, ihn beschimpft und bespuckt und falsch herum in den Sarg zurückgelegt haben. Anschließend habe er ihn aufgefordert, falls er wirklich spuken sollte, solle er ihn um Mitternacht in seinem Quartier besuchen. Am nächsten Tag soll der Offizier tot in seinem Quartier gefunden worden sein, das Genick um 180° verdreht. Dabei sollen Türen und Fenster von innen verriegelt gewesen sein, sodass ein Eindringen von außen nicht möglich war. Die französischen Soldaten ließen ihre Wut an den Dorfbewohnern aus, die ihre Unschuld an diesem Mord beteuerten. Kurze Zeit später kam es in Neustadt zu einem Gerichtsverfahren, bei dem der Prozess fallen gelassen wurde, weil kein Täter wegen der verschlossenen Türen in Frage käme.
Im Übrigen wurde mit dieser Mumie im Ort allerlei Schabernack betrieben, so wurde diese bei Hochzeiten zu diversen Streichen genutzt. 1913 wurde sie in das Brautbett einer frischvermählten Braut gelegt. Anfang des 20. Jahrhunderts war sie mehrere Jahre in einem Wartezimmer eines Neustädter Arztes ausgestellt und löste Ohnmachtsanfälle bei den Patienten aus. Sie soll von Schuljungen auf das Dach der Schule gelegt worden sein.
Von der Kleidung, in der Kahlbutz bestattet wurde, blieb kaum etwas erhalten. Lediglich seine Stiefel, eine Totenmütze und einige Fetzen von Ordensbändern waren erhalten geblieben. In den 1930er Jahren brachen Studenten in die Gruft ein, stahlen die Stiefel und seinen Harnisch, der dort ausgestellt war. Einige Wochen später schickten sie einen Stiefel zurück und teilten mit, dass das Bier, das sie aus dem Stiefel tranken, vorzüglich geschmeckt hat.

## Sonstiges
- Die Geschichte des „ledernen Ritters“ wurde künstlerisch aufgegriffen und liegt der vierteiligen Fernsehserie Spuk aus der Gruft von 1997 als Thema zugrunde.
- Die ebenfalls in Brandenburg liegenden Mumien von Illmersdorf entstanden ohne künstliche Mumifizierungsverfahren.